# Писмо (часопис)
Писмо је југословенски и српски часопис за савремену светску књижевност. Покренут је 1985. године у Земуну. Покренуо га је Раша Ливада (1948—2007), српски књижевник, преводилац и издавач. Осамдесетих година, у време покретања Писма био је потпреседник Српског ПЕН-а, председник Београдске секције Удружења књижевника Србије и први председник Одбора за заштиту уметничких слобода, а касније и један од оснивача Српског књижевног друштва 2000. године. Први број часописа изашао је у пролеће 1985. године. Часопис излази тромесечно.

## Историја
Године 1985, на иницијативу српског књижевника, преводиоца и издавача Раше Ливаде у Земуну је основано Књижевно друштво „Писмо" и истовремено покренут истоимени часопис за савремену светску књижевност. Ливада је часопис покренуо након вишегодишње припреме, у пролеће 1985. године. Часопис тог профила није раније постојао у Југославији. Страна књижевност је била занемарљиво присутна у нашој периодици, а према писању Раше Ливаде и Давида Албахарија у редакцијском прогласу у првом броју „Писма”: „књижевност која није у блиској вези са осталим светским књижевностима не може очекивати да се свет за њу заинтересује”.
Часопис је био оригиналан и у организационом смислу. За време социјалистичког периода озбиљни књижевни часописи углавном су имали институционалног издавача. За разлику од таквих, часопис Писмо настао је и одржавао се на другачији начин – као иницијатива групе појединаца. Такав начин постојања часописа у социјалистичким условима подразумевао је несигурност, а с друге стране дозвољавао је већу слободу него у институционалним оквирима.
Први издавач била је Народна библиотека „Јован Поповић” у Земуну, која је и подржала овај пројекат.  Од 1989. године издавач часописа је Књижевно друштво Писмо. Током деведесетих година, у оквиру Књижевног друштва Писмо, Раша Ливада је основао низ часописа. Сви ови часописи чинили су део опште концепције Књижевног друштва Писмо и имали су пионирски карактер.

## Уредништво и редакција
Први главни и одговорни уредник Писма био је Раша Ливада, од бр.4 (1986/87). Од бр.28 (1992) главни и одговорни уредник био је Зоран Милутиновић. Касније су уредници били: од бр. 62/64 (2000) Раша Ливада и од бр. 91 (2007) Божидар Зец.
Чланови прве редакције Писма били су Давид Албахари, Бранко Анђић, Дејан Михајловић, Божидар Зец и Мирко Радојичић.  У краћем периоду, часопис „Писмо” уређивали су такође Предраг Дојчиновић (25/26-27, 1991) и Зоран Милутиновић (27-35, 1991-1993). Битна корекција концепције часописа настала је 1998. године, после 50. броја, када „Писмо” одустаје од одреднице „савремена” и постаје часопис за светску књижевност. Као уредник и председник Књижевног друштва, Раша Ливада је потписао 90 бројева „Писма”.